# ルネサンス音楽の作曲家一覧
ルネサンス音楽の作曲家一覧（ルネサンスおんがくのさっきょくかいちらん）は、生誕1400年～1600年頃であるクラシック音楽の作曲家の一覧で、国別、生年の順、生年が同じなら没年の順である。  		
他の時期のクラシック音楽の作曲家については、クラシック音楽の作曲家一覧から参照されたい。		
- 関連項目
  - 中世西洋音楽の作曲家一覧
  - バロック音楽の作曲家一覧
  - クラシック音楽の作曲家一覧

## フランドル

### 初期フランドル楽派（ブルゴーニュ楽派）
- ギヨーム・デュファイ (Guillaume Dufay, 1397年頃 - 1474年)
- ジル・バンショワ (Gilles de Binchois, 1400年頃 - 1460年)
- ヨハネス・レジス (Johannes Regis, 1425年頃 - 1496年頃)
- ヨハネス・オケゲム (Johannes Ockeghem, 1414年頃 - 1497年)
- アントワーヌ・ビュノワ (Antoine Busnoys, 1430年頃 - 1492年)

### フランドル楽派
- ヨハネス・マルティーニ (Johannes Martini, 1440年頃 - 1497年/1498年)
- エーヌ・ヴァン・ギゼゲム (Hayne van Ghizeghem, 1445年頃 - 1472年以降？)
- アレクサンダー・アグリコラ (Alexander Agricola, 1445年/1446年 - 1506年)
- ガスパル・ファン・ヴェールベケ (Gaspar van Weerbeke, 1445年頃 - 1516年以降)
- ジョスカン・デ・プレ (Josquin Des Pres, 1450年 - 1521年)
- ハインリヒ・イザーク (Heinrich Isaac, 1450年頃 - 1517年)
- ヤーコプ・オブレヒト (Jacob Obrecht, 1457年頃 - 1505年)
- ジャック・バルビロー (Jacobus Barbireau, 1455年 - 1491年)
- アントワーヌ・ブリュメル (Antoine Brumel, 1460年頃 - 1515年以降？)
- ピエール・ド＝ラ＝リュー (Pierre de La Rue, 1460年頃 - 1518年)
- ジャン・リシャフォール (Jean Richafort, 1480年頃 - 1547年頃)
- トーマス・クレキヨン (Thomas Crecquillon, 1490年頃 - 1557年？)
- アドリアン・ヴィラールト (Adrian Willaert,  1490年頃 - 1562年)
- ニコラ・ゴンベール (Nicolas Gombert, 1495年頃 - 1560年頃)
- ティールマン・スザート（Tylman Susato,1500年頃 - 1562年頃）
- クレメンス・ノン・パパ (Clemens non Papa (Jacques Clément), 1510年頃 - 1555年頃)
- チプリアーノ・デ・ローレ (Cypriano de Rore, 1515年頃 - 1565年)
- フィリップ・デ・モンテ (Philippe de Monte, 1521年 - 1603年)
- ヤコブス・ファート (Jacobus Vaet, 1529年頃 - 1567年)
- オルランド・ディ・ラッソ (Orlando di Lasso, 1532年 - 1594年)
- ジャケス・デ・ヴェルト (Giaches de Wert, 1535年 - 1596年)
- ヤコブ・ルニャール (Jakob Regnart, 1540年代前半 - 1599年)
- ジョヴァンニ・デ・マック (Giovanni de Macque / Jean de Macque, 1549年前後 - 1614年)
- シモン・ロエ (Simon Lohet / Simon Loxhay, 1550年以前 - 1611年)
- ヤン・ピーテルスゾーン・スウェーリンク (Jan Pieterszoon Sweelinck, 1562年 - 1621年)

## フランス王国
- ロイゼ・コンペール (Loyset Compère, 1445年 - 1518年)
- フィリップ・ヴェルドロ (Philippe Verdelot, 1475年 - 1552年以前)
- クレマン・ジャヌカン (Clément Janequin, 1485年頃 - 1558年)
- ピエール・サンドラン (Pierre Sandrin, 1490年頃 - 1561年以降)
- ニノ・ル・プチ (Ninot le Petit, 16世紀初頭に活躍)
- ルイ・ブルジョワ (Loys Bourgeois, 1510年頃？ - 1559年（1559年以降？）)
- ピエール・ド・マンシクール (Pierre de Manchicourt, 1510年頃 - 1564年)
- ジャック・アルカデルト (Jacques Arcadelt, 1505年? - 1568年)
- クロード・グディメル (Claude Goudimel, 1510年頃 - 1572年)
- ピエール・セルトン (Pierre Certon, 1510年頃 - 1572年)
- クロード・ルジュヌ (Claude Le Jeune, 1530年 - 1600年)
- アントワーヌ・ド・ベルトラン (Anthoine de Bertrand, 1535年 - おそらく1581年)
- ジャック・モデュイ (Jacques Mauduit, 1557年 - 1627年)

## イングランド王国
- リオネル・パワー (Leonel Power, 14世紀後半 - 1445年)
- ジョン・ダンスタブル (John Danstable, 1390年頃 - 1453年)
- ウォルター・フライ (Walter Frye, 15世紀に活動)
- ウィリアム・コーニッシュ (William Cornysh, 1465年 - 1523年)
- ジョン・タヴァーナー (John Taverner, 1490年頃 - 1545年)
- クリストファー・タイ (Christopher Tye, 1505年頃 - 1572年頃)
- トマス・タリス (Thomas Tallis, 1505年頃 - 1585年)
- ジョン・シェパード (John Sheppard, 1515年頃 - 1559年/1560年)
- ロバート・ホワイト (Robert White, 1538年頃 - 1574年)
- アルフォンソ・フェッラボスコ1世 (Alfonso Ferrabosco the elder, 1543年 - 1588年)
- ウィリアム・バード (William Byrd, 1543年 - 1623年)
- アンソニー・ホルボーン (Anthony Holborne, 1545年 - 1602年)
- トマス・モーリー (Thomas Morley, 1557年 - 1603年)
- ウィリアム・ブレイド（Willam Brade, 1560年 - 1630年）
- ジャイルズ・ファーナビー (Giles Farnaby, 1560年 - 1640年)
- ジョン・ダウランド (John Dowland, 1562年 - 1626年)
- ジョン・ブル (John Bull, 1562年 - 1628年)
- フランシス・ピルキントン (Francis Pilkington, 1565年頃 - 1638年)
- トマス・キャンピオン (Thomas Campion, 1567年 - 1620年)
- トバイアス・ヒューム (Tobias Hume, 1569年頃 - 1645年)
- ジョン・コプラリオ (John Coperario, 1570年頃 - 1626年)
- トマス・ルポ (Thomas Lupo, 1571年 - 1627年）
- トマス・トムキンズ (Thomas Tomkins, 1572年 - 1656年)
- ジョン・ウィルビー (John Wilbye, 1574年 - 1638年)
- アルフォンソ・フェッラボスコ2世 (Alfonso Ferrabosco the younger, 1575年ごろ - 1628年)
- トマス・ウィールクス (Thomas Weelkes, 1576年 - 1623年)
- トマス・レイヴンズクロフト (Thomas Ravenscroft, 1582年頃 - 1635年)
- オーランド・ギボンズ (Orlando Gibbons, 1583年 - 1625年)

## イベリア半島
- フアン・デル・エンシーナ (Juan del Encina, 1469年頃 - 1533年)
- フランシスコ・デ・ペニャローサ (Francisco de Peñalosa, 1470年頃 - 1528年)
- ルイス・デ・ナルバエス (Luis de Narváez, 1500年頃 - 1555年/60年)
- ルイス・デ・ミラン (Luis de Milán, 1500年頃 - 1561年以降？)
- バルトロメー・デ・エスコベド (Bartolomé de Escobedo, 1500年頃 - 1563年)
- クリストバル・デ・モラーレス (Cristóbal de Morales, 1500年頃 - 1553年)
- アントニオ・デ・カベソン (Antonio de Cabezón, 1510年 - 1566年)
- アロンソ・ムダーラ (Alonso Mudarra, 1510年 - 1580年)
- ディエゴ・オルティス (Diego Ortiz, 1525年 - 1570年)
- フランシスコ・ゲレーロ (Francisco Guerrero, 1528年 - 1599年)
- エルナンド・フランコ (Hernando Franco, 1532年 - 1585年)
- トマス・ルイス・デ・ビクトリア (Tomas Luis de Victoria, 1548年 - 1611年)
- アロンソ・ロボ (Alonso Lobo, 1555年頃 - 1617年)
- ドゥアルテ・ローボ (Duarte Lôbo, 1565年頃 - 1647年)
- マヌエル・カルドーゾ (Manuel Cardoso, 1566年 - 1650年)

## イタリア
- マルチェット・カーラ（英語版） (Marchetto Cara, 1470年頃 - 1525年頃)
- バルトロメオ・トロンボンチーノ (Bartolomeo Tromboncino, 1470年頃 - 1535年以降)
- フィリッポ・デ・ルラーノ（英語版） (Filippo de Lurano, 1475年頃 - 1520年以降)
- コスタンツォ・フェスタ (Costanzo Festa, 1480年代後半 - 1545年)
- フランチェスコ・ダ・ミラノ (Francesco Canova da Milano, 1497年 - 1543年)
- フィリッポ・アッツァイオロ (Filippo Azzaiolo, 16世紀後半に活動)
- アンドレーア・ガブリエーリ (Andrea Gabrieli, 1510年 - 1586年)
- ジョヴァンニ・アニムッチャ（英語版） (Giovanni Animuccia, 1520年頃 - 1571年)
- ヴィンチェンツォ・ガリレイ (Vincenzo Galilei, 1520年 - 1591年)
- ジョヴァンニ・ダ・パレストリーナ (Giovanni Pierluigi da Palestrina, 1525年 - 1594年)
- コスタンツォ・ポルタ (Costanzo Porta, 1528年/1529年 - 1601年)
- クラウディオ・メールロ (Claudio Merulo, 1533年 - 1604年)
- アレッサンドロ・ストリッジョ (Alessandro Striggio, 1540年頃 - 1592年)
- ジョゼッフォ・グアーミ (Gioseffo Guami, 1540年頃 - 1611年)
- ジョヴァンニ・マリア・ナニーノ（イタリア語版） (Giovanni Maria Nanino, 1543年/1544年 - 1607年)
- ルッツァスコ・ルッツァスキ (Luzzasco Luzzaschi, 1545年頃 - 1607年)
- ジュリオ・カッチーニ (Giulio Caccini, 1545年 - 1618年)
- マルカントニオ・インジェニェーリ (Marc Antonio Ingegneri, 1547年 - 1592年)
- エミリオ・デ・カヴァリエーリ (Emilio de' Cavalieri, 1550年頃 - 1602年)
- オラツィオ・ヴェッキ (Orazio Vecchi, 1550年（受洗） - 1605年)
- ルカ・マレンツィオ (Luca Marenzio, 1553年？ - 1599年)
- ジョヴァンニ・ガストルディ (Giovanni Giacomo Gastoldi, 1554年? - 1609年)
- ポンポニオ・ネンナ（英語版） (Pomponio Nenna, 1556年 - 1613年以前)
- ジョヴァンニ・ガブリエーリ (Giovanni Gabrieli, 1557年 - 1612年)
- カルロ・ジェズアルド (Carlo Gesualdo, 1560年 - 1613年)
- フェリーチェ・アネーリオ (Felice Anerio, 1560年 - 1614年)
- ジョヴァンニ・バッサーノ (Giovanni Bassano, 1560年頃 - 1617年)
- ジョヴァンニ・フランチェスコ・アネーリオ (Giovanni Francesco Anerio, 1567年頃 - 1630年)
- クラウディオ・モンテヴェルディ (Claudio Monteverdi, 1567年 - 1643年)
- ジョヴァンニ・パオロ・チーマ (Giovanni Paolo Cima, 1570年頃 - 1630年頃)
- アドリアーノ・バンキエリ  (Adriano Banchieri, 1568年 - 1634年)
- イニャツィオ・ドナーティ（英語版）(Ignazio Donati, 1570年頃 - 1638年)
- ジョヴァンニ・ピッキ (Giovanni Picchi, 1571年/1572年 - 1643年)
- ジョヴァンニ・プリウーリ (Giovanni Priuli, 1575年頃 - 1629年)
- ピエトロ・ラッピ (Pietro Lappi, 1575年頃 - 1630年)
- アレッサンドロ・グランディ（英語版） (Alessandro Grandi, 1586年頃 - 1630年)
- グレゴリオ・アレグリ (Gregorio Allegri, 1582年 - 1652年)
- ジョヴァンニ・バッティスタ・フォンタナ (Giovanni Battista Fontana, 16世紀後半 - 1630年)

## ドイツ・オーストリア
- コンラート・パウマン (Conrad Paumann, 1404年 - 1473年)
- ハインリヒ・フィンク (Heinrich Finck, 1444年頃 - 1519年頃)
- パウル・ホーフハイマー (Paul Hofhaimer, 1459年 - 1537年)
- アルノルト・シュリック (Arnolt Schlick, 1460年頃 - 1521年以降)
- ルートヴィヒ・ゼンフル (Ludwig Senfl, 1486年 - 1542年)
- ヤコブス・ガルス (Jacobus Gallus, 1550年 - 1591年)
- レオンハルト・レヒナー (Leonhard Lechner, 1553年頃 - 1606年)
- ハンス・レーオ・ハスラー (Hans Leo Hassler, 1562年 - 1612年)
- クリシュトフ・ハラント (Kryštof Harant z Polžic a Bezdružic, 1564年 - 1621年)
- クリストフ・デマンティウス (Christoph Demantius, 1567年 - 1643年)
- ミヒャエル・プレトリウス (Michael Praetorius, 1571年 - 1621年)
- エラスムス・ヴィトマン (Erasmus Widmann, 1572年 - 1634年)
- メルキオル・フランク (Melchior Franck, 1579年頃～1639年)

## 理論家
- ヨハネス・ティンクトーリス (Johannes Tinctoris, 1435年頃 - 1511年)
- フランキヌス・ガッフリウス（イタリア語版） (Franchinus Gaffurius, 1451年 - 1522年)
- ピエトロ・アーロン (Pietro Aaron, 1480年頃 - 1550年頃)
- ハインリヒ・グラレアヌス (Heinrich Glareanus, 1488年 - 1563年)
- ニコラ・ヴィチェンティーノ (Nicola Vicentino, 1511年 - 1575年または1576年)
- ジョゼッフォ・ツァルリーノ (Gioseffo Zarlino, 1517年 - 1590年)
- ジョヴァンニ・マリア・アルトゥージ (Giovanni Maria Artusi, 1540年頃 - 1613年)
- マラン・メルセンヌ (Marin Mersenne, 1588年 - 1648年)